# Igor' Višneveckij
Igor' Georgievič Višneveckij (in russo Игорь Георгиевич Вишневецкий?, traslitterazione anglosassone Igor Georgievich Vishnevetsky; Rostov sul Don, 5 gennaio 1964) è un poeta e scrittore russo.
Autore di saggi di storia della letteratura e della musica, ha pubblicato undici volumi di versi e prosa, alcuni dei quali sono stati tradotti in altre lingue. Pubblica regolarmente su varie riviste letterarie russe, tra cui Novyj Mir.
Dal 1992 vive perlopiù negli Stati Uniti, dove ha conseguito un dottorato alla Brown University nel 1996. Ha poi insegnato in vari istituti superiori, continuando a dedicarsi all'attività scientifica, letteraria ed editoriale. È anche autore di un lungometraggio sul soggetto di Leningrad. Attualmente vive a Pittsburgh, in Pennsylvania. 

## Opere tradotte in italiano
- Leningrad, traduzione a cura di Daniela Rizzi e Luisa Ruvoletto, Cafoscarina, Venezia, 2019 ISBN 978-88-7543-465-6
- Le affinità non elettive: romanzo. Anno 1835, traduzione, postfazione e cura di Iris Karafillidis; prefazione di Stefano Garzonio, Pisa University Press, 2023 ISBN 978-88-3339-891-4

| Controllo di autorità | VIAF (EN) 94993193 · ISNI (EN) 0000 0001 0927 1470 · LCCN (EN) nr92025599 · GND (DE) 12119051X · BNF (FR) cb16179222n (data) · J9U (EN, HE) 987007283440205171 |